# Meridiana (Weinkellerei)

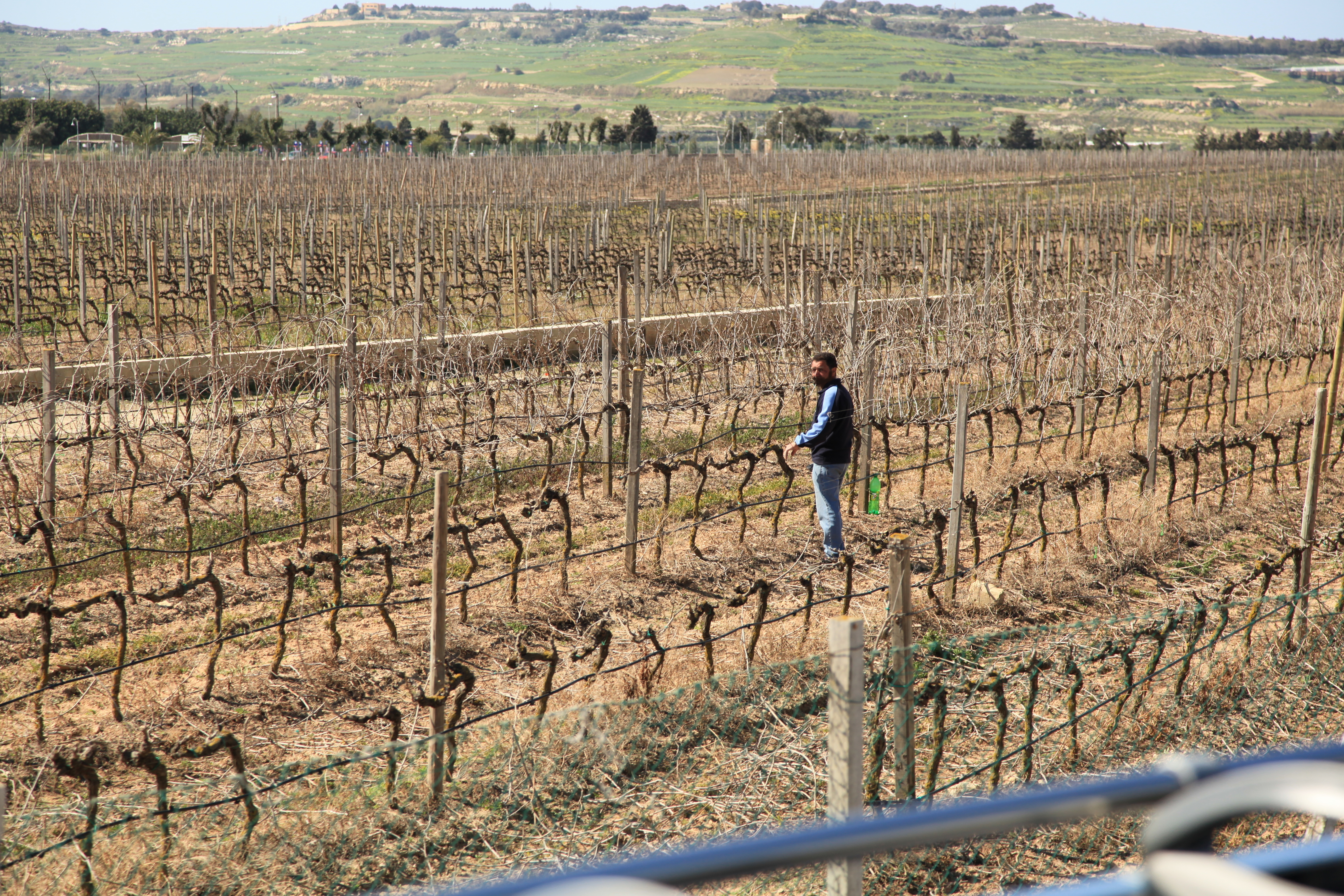
Meridiana Wine Estate

Meridiana Wine Estate Ltd. ist eine maltesische Weinkellerei mit Sitz in Ta'Qali sowie das größte Weingut Maltas. Das Unternehmen existiert seit April 1987 und wird seitdem von Mark Miceli-Farrugia mit dem Ziel Weltklasse-Weine mit maltesischem Charakter zu produzieren geführt. Das Weingut ist auf 19 Hektar der maltesischen Hauptinsel in der Nähe der alten Hauptstadt Mdina angesiedelt. Im Gegensatz zu anderen Weinkellereien aus Malta, die teilweise im großen Stil Trauben aus anderen Ländern importieren, stellt Meridiana ausschließlich Wein aus Trauben, die auf Malta wachsen, her. Meridiana produziert Chardonnay, Syrah, Merlot sowie eine Cuvée aus Merlot und Cabernet Sauvignon. Die jährliche Produktion beträgt um die 100.000 Flaschen.